# Brug 42
Brug 42 is een vaste brug in Amsterdam-Centrum.
De brug is gelegen in de Nieuwe Spiegelstraat en overspant de Keizersgracht. De brug, zelf geen monument, wordt omringd door rijksmonumenten.
Er ligt hier al eeuwen een brug. Stadsarchitect Daniël Stalpaert tekende op het ontwerpgedeelte van zijn kaart van 1662 hier al een brug, maar de wijk moest hier toen nog bebouwd worden. Bij Jacob Bosch is in 1679 al bebouwing te zien en is een brug te zien met vijf doorvaarten. Frederick de Wits kaart uit 1688 liet bijna algehele bebouwing zien met een brug. De moderne geschiedenis begint in 1890, als voorgesteld wordt de brug te verlagen en te verbreden naar tien meter. Die brug werd ontworpen door de Publieke Werken en kreeg een herkenbaar uiterlijk, terug te vinden in de sierlijke ondersteuningen van de verbredingen gemonteerd op de stenen jukken. Deze brug hield het uit tot 1980. Toen heerste de mening dat als er een nieuwe brug moest komen, die beter in het stadsbeeld moest passen. Er kwam een nieuwe boogbrug met drie doorvaarten. Het was een ingrijpende vernieuwing, want auto- en scheepvaartverkeer werden gestremd voor een termijn van bijna een jaar. Voor langzaam verkeer kwam er een noodbrug.
De brug had als officieuze naam de Wielrijdersbrug naar het voormalige ANWB-kantoor, Keizersgracht 590. Voor het gebouw en naast de brug lag een aanlegsteiger. In april 2016 werden alle officieuze benamingen door de gemeente ingetrokken dan wel officieel gemaakt, voor deze brug verviel de officieuze tenaamstelling. Van de aanlegsteiger is in 2017 niets meer terug te vinden.
1 · 2 · 3 · 4 · 5 · 6 · 7 · 8 · 9 · 10 · 11 · 12 · 13 · 14 · 15 · 16 · 17 · 18 · 19 · 20 · 21 · 22 · 23 · 24 · 25 · 26 · 27 · 28 · 29 · 30 · 31 · 32 · 34 · 35 · 36 · 37 · 38 · 39 · 40 · 41 · 42 · 43 · 44 · 45 · 46 · 47 · 48 · 49 · 50 · 51 · 52 · 53 · 54 · 55 · 56 · 57 · 58 · 59 · 60 · 61 · 62 · 63 · 64 · 65 · 66 · 67 · 68 · 69 · 70 · 71 · 72 · 73 · 74 · 75 · 76 · 77 · 78 · 79 · 80 · 81 · 82 · 84 · 85 · 86 · 87 · 88 · 89 · 90 · 91 · 92 · 93 · 94 · 95 · 96 · 97 · 98 · 99 · >>>
Brugnummers 33 en 83 zijn niet (meer) vergeven